# Liese-Lotte Eichler
Liese-Lotte Eichler (Lieselotte alakban is; Kiel, 1907. július 21. — Brandenburg an der Havel, 1985.) német  neurológiai szakorvos, orvosi főtanácsos, gyógypedagógus.

## Életpályája
Orvosi tanulmányainak befejezése után Hamburgban dolgozott asszisztensként (mai szóhasználattal tanársegédként) az egyetem kórtani klinikáján. Idegszakorvosi végzettséget Düsseldorfban szerzett. 1943-tól praktizáló orvos Hildburghausenben, majd rövid ideig az idegklinika orvosigazgatója. 1954-től a Brandenburg an der Havelben működő idegklinika igazgatója. 
Fő munkaterülete a pszichikailag beteg felnőttek terápiája és rehabilitációja. Jelentős szerepe volt a modern pszichiátriai rehabilitáció (az ún. Rodewischer Thesen, 1963) kidolgozásában. 1960-ban a budapesti Gyógypedagógiai Tanárképző Főiskola közreműködésével kialakított Brandenburg an der Havelben egy gyógypedagógiai klinikai részleget súlyosan sérült értelmi fogyatékos gyermekek számára. Interdiszciplináris munkamódszert alkalmazott, az orvosi diagnosztikát összekapcsolta a gyógypedagógiai nevelési gyakorlattal. Eredményeiről tudományos oktatófilmeket készített és számos, gyakorlatban hasznosítható kiadványt jelentetett meg.

## Szerkesztése
- Einführung in die heilpädagogische Arbeit mit geistig schwer und schwerst behinderten Kindern / ... nach Gustav Bárczi ; hrsg. Liese-Lotte Eichler ; Mitarb. Anna Aczél [et al.] Berlin : Volk u. Gesundheit, 1967. XI, 199 p. ill. (MOKKA katalógus nyomán).